# Алегорія миру
Алегорія миру або Тріумф миру — картина голландського художника Яна Лівенса,   написана олією нa полотні  в 1652 році. Картина являє Мюнстерський договір 1648 року й зображує Мінерву, богиню мудрості, що вінчає Пакса, богиню миру.

## Історія
Алегорія миру — картина Яна Лівенса, написана в 1652 році. Картина знаходиться в Рейксмузеї в Амстердамі. Це алегоричне святкування Мюнстерського миру. Договір 1648 року поклав край багаторічному конфлікту між Іспанією та Нідерландами.

## Опис
Картина має розміри 217 см (85 дюймів) × 211 см (83 дюйми) і важить 44 кг (97 фунтів) і написана олією на полотні . Зображена на ній жінка, що сидить, уособлює світ. Вона увінчана лавровим вінком жінкою в обладунках, яка є уосбленням війни. Під її ногами лежить чоловік в обладунках з мечем, а його руки скуті ланцюгами. Ліворуч від неї жінки несуть кошики з фруктами, а путто грає на барабані. Праворуч від неї двоє інших путті одягають ланцюги на ноги чоловіка. Також праворуч від неї більше путті та жінок з квітами. На картині зображена Мінерва, римська богиня мудрості, що вінчає Пакса, богиню миру, яка тримає оливкову гілку. Людина в ланцюгах під ногами Пакса — Марс, бог війни.

## Сприйняття
Автор Девід Чарльз Преєр заявив, що композиція картини «незграбна» і що Мир «жахливо мружиться», але краса маленьких янголів допомагає викупити картину. Національна художня галерея в Вашингтоні стверджує, що картина має складну іконографію.  Мистецтвознавець Кен Джонсон, який писав для The New York Times, сказав, що це «далеко не досягає того динамізму, який Рубенс міг привнести в таку міфологічну символіку», і називає це «великою, солодкою алегорією» з крилатими путті, що пурхають.